# The Mythical Man-Month
O Mítico Homem-Mês: Ensaios Sobre Engenharia de Software (The Mythical Man-Month: Essays on Software Engineering) é um livro de gerenciamento de projeto de software escrito por Fred Brooks cujo tema central é "adicionar força de trabalho para um projeto de desenvolvimento de software já atrasado, atrasa-o ainda mais". Essa ideia é conhecida como Lei de Brooks. A primeira edição é de 1975 e uma terceira edição foi lançada em 1995. O livro foi publicado em português pela Editora Campus em 2009, e posteriormente pela Alta Books em 2018.